# Флаг Гавайев
Флаг Гава́йи (англ. Flag of Hawaii, гав. Ka Hae Hawaiʻi) — один из символов американского штата Гавайи. Единственный среди флагов штатов США, на котором изображён Юнион Джек, пережиток периода в гавайской истории, когда Гавайи были британским протекторатом (1794—1843).

## Описание флага
Флаг штата Гавайи представляет собой прямоугольное полотнище, разделённое по горизонтали на восемь полос одинакового размера, символизирующих восемь главных островов архипелага: Гавайи, Кауаи, Кахоолаве, Ланаи, Мауи, Молокаи, Ниихау, Оаху. Цвета полос (сверху вниз): белый, красный, синий, белый, красный, синий, белый, красный. В крыже флага изображён флаг Великобритании.

## История флага
Историки приписывают авторство флага офицеру Королевского флота, так как в основе флага лежит британский военно-морской флаг. Также вызывает споры фамилия этого офицера: некоторые источники называют Александра Адамса, другие — Джорджа Беклея.
Первоначально флаг был разработан с полосами, чередующимися в другом порядке — красный-белый-синий, что также приписывают различным историческим флагам Великобритании. Однако некоторые утверждают, что на порядок полос повлиял флаг Соединённых Штатов.
Также первоначально флаг содержал девять полос (девятая полоса символизировала остров Нихоа). В 1845 количество полос на флаге было официально изменено на восемь.
|  | 1793—1816               | Британский торговый флаг                                                                                             |
|  | 1816 — 25.02.1843       | Флаг Королевства Гавайи                                                                                              |
|  | 25.02.1843 — 31.07.1843 | Британский военный флаг                                                                                              |
|  | 31.07.1843 — 20.05.1845 | Флаг Королевства Гавайи                                                                                              |
|  | 20.05.1845 — 17.01.1893 | Флаг Королевства Гавайи                                                                                              |
|  | 17.01.1893 — 04.07.1894 | Флаг США |
|  | с 04.07.1894            | с 04.07.1894 — флаг Республики Гавайи с 12.08.1898 — Флаг территории США Гавайи с 21.08.1959 — Флаг штата США Гавайи |

## Флаг губернатора Гавайев

Флаг губернатора штата Гавайи с 1959 года

Флаг, используемый губернатором Гавайев, представляет собой пересечённое пополам полотнище, верхняя полоса синего цвета, нижняя — красного цвета. В центре флага белая надпись HAWAII (с англ. — «Гавайи»), окружённая восемью белыми звёздами, символизирующими восемь главных островов архипелага. В бытность, когда Гавайи были Территорией США, надпись на флаге была TH (Territory of Hawaii с англ. — «Территория Гавайи»).

## День Флага штата Гавайи
В 1990 году губернатор штата Гавайи Джон Уэй III (Джон Уэй III) объявил 31 июля Днём Гавайского Флага. Этот праздник отмечается ежегодно со дня его учреждения.